# Jean Calas
Jean Calas (Lacabarède, 19 de Março de 1698 — Toulouse, 10 de Março de 1762) exercia a profissão de negociante em Toulouse, França, famoso por ter sido vítima de um julgamento preconceituoso devido a professar a fé protestante. Na França, ele é um símbolo da intolerância religiosa cristã, ao lado de Jean-François de la Barre e Pierre-Paul Sirven.

## Biografia

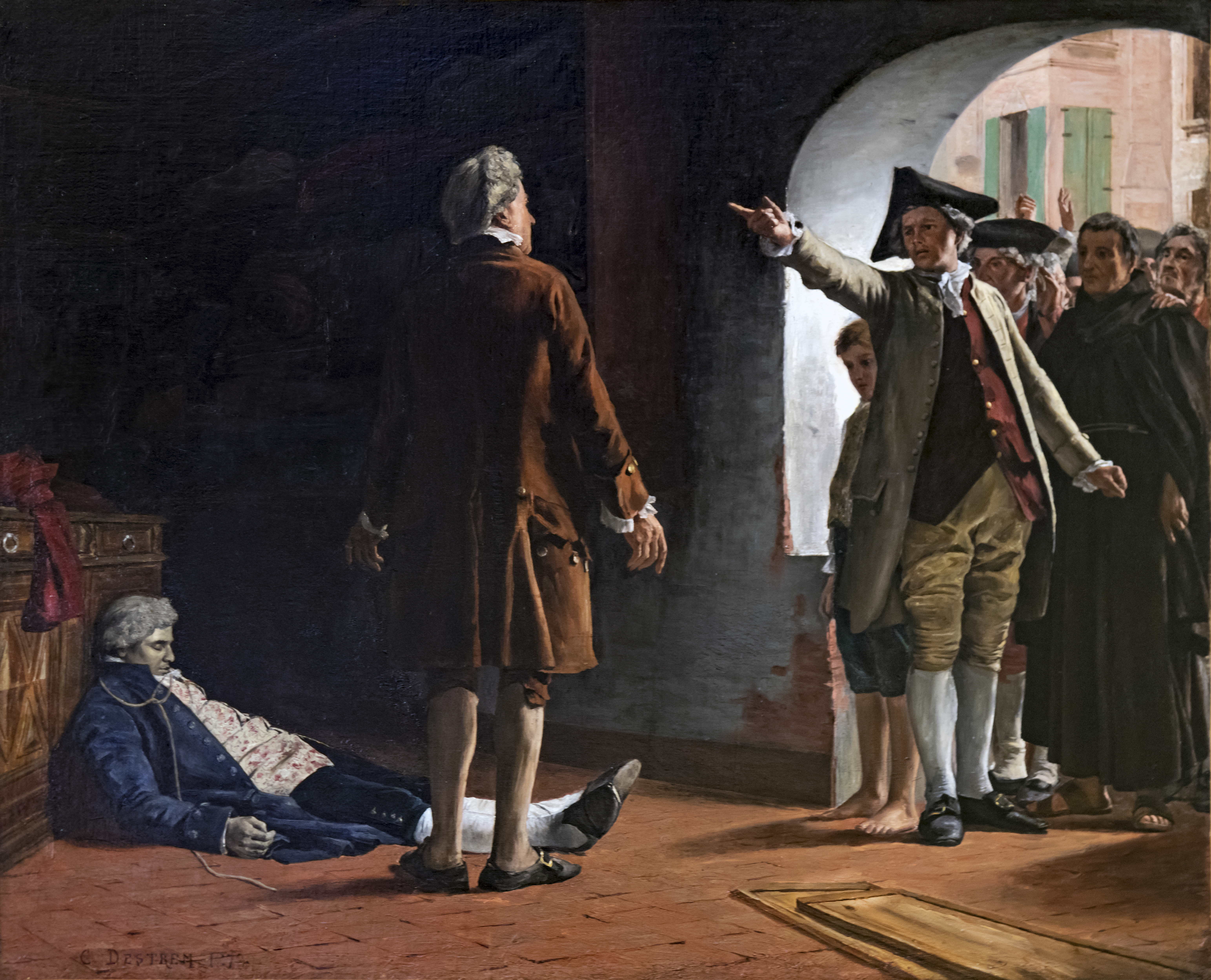
A prisão do pai.

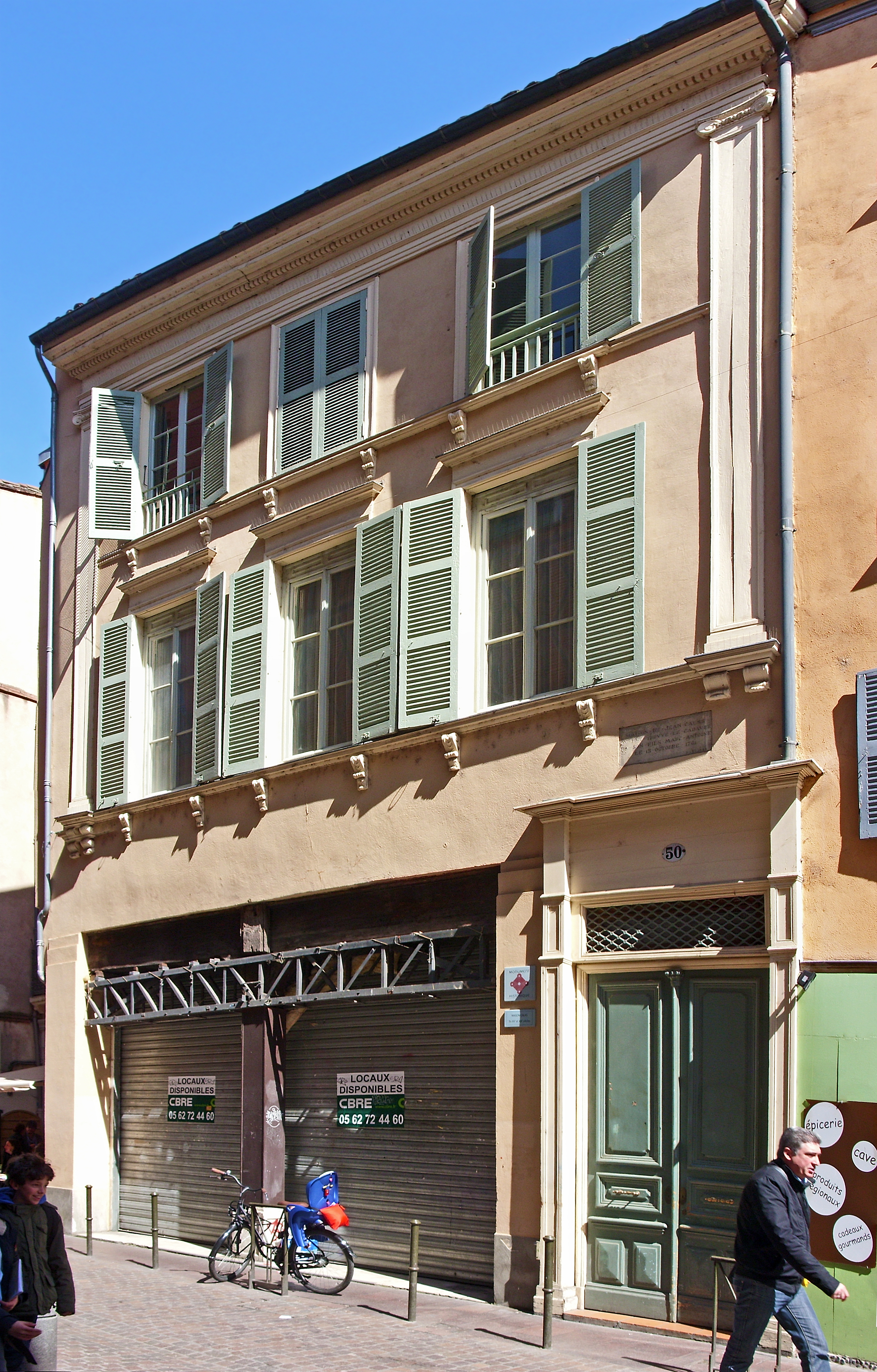
Maison Calas

Jean Calas e sua esposa eram protestantes. A França então era um país predominantemente católico; o catolicismo era a religião de Estado. Embora a dura repressão ao protestantismo iniciada pelo rei Luís XIV tivesse retrocedido em larga escala, os protestantes eram, na melhor das hipóteses, tolerados. Louis, um dos filhos de Calas, converteu-se ao catolicismo em 1756. Entre 13 e 14 de Outubro de 1761, outro dos filhos de Calas, Marc-Antoine, foi encontrado morto no andar térreo da residência da família.
Segundo rumores correntes, Jean Calas assassinara o próprio filho porque este também pretendia converter-se ao catolicismo. No interrogatório, a família inicialmente fingiu que Marc-Antoine havia sido morto por um ladrão. Depois, declararam que haviam encontrado Marc-Antoine morto, enforcado. Visto que o suicídio era considerado um crime abominável ao extremo e o corpo dos suicidas era impuro, eles tinham arranjado as coisas de tal modo que o suicídio parecesse um assassinato.
Voltaire, avisado sobre o caso, iniciou uma campanha para tirar Calas da prisão, depois de arrefecida a suspeita inicial de que o réu fosse um fanático anticatólico. A iniciativa foi infrutífera: em 9 de Março de 1762, o parlement (corte de apelação) de Toulouse sentenciou Jean Calas à morte na roda. Em 10 de Março ele foi supliciado, clamando sua inocência até o fim. Jean Calas foi condenado pelo tribunal em 9 de março de 1762 a ser quebrado vivo, depois de estrangulado e atirado numa fogueira ardente. Jean Calas foi condenado a uma morte atroz com base numa mera verossimilhança. Os juízes não obtêm a confissão de seu crime, o que levou o condenado, no dia 10 de março. Submetido à execução, teve seus membros esticados por talhas, depois fizeram-no ingerir dez moringas de água. Jean Calas permanece protestando sua inocência até o fim.
Em 9 de Março de 1765, descobriu-se que Jean Calas não era culpado. De fato nesta data, ele foi declarado inocente, de forma póstuma. Este clamoroso caso de preconceito contra os huguenotes tornou-se num dos mais célebres processos do mundo.
Moveu Voltaire a escrever seu famoso Tratado sobre a tolerância.

## Obra de referência
- VOLTAIRE, M.A.. Tratado sobre a tolerância. São Paulo: Martins Fontes, 2001